# Arwel Hughes
Arwel Hughes (25. srpna 1909 – 23. září 1988) byl velšský hudební skladatel, dirigent a varhaník.

## Život
Narodil se v obci Rhosllannerchrugog na severovýchodě Walesu. Studoval na londýnské hudební škole Royal College of Music, kde jej vyučovali například Ralph Vaughan Williams a Charles Herbert Kitson. Po dokončení studií se stal varhaníkem v kostele Oxfordu. Později se vrátil zpět do Walesu, kde pracoval v hudebním oddělení BBC. V roce 1965 se stal ředitelem hudební sekce BBC Wales; na této pozici zůstal do roku 1971. Později řadu let působil jako dirigent ve Velšské národní opeře. Sám složil dvě opery, první z nich nesla název Menna a měla premiéru v roce 1953. Jde o tragédii vzniklou na základě velšské lidové legendy, ke které napsal libreto spisovatel Wyn Griffith. Druhá opera nesla název Serch yw’r doctor a byla představena v roce 1960. Autorem libreta je Saunders Lewis, který jako základ použil dílo Láska lékařem francouzského spisovatele Molièra. Dále složil řadu orchestrálních a chorálních skladeb. Jeho synem byl dirigent Owain Arwel Hughes. Roku 1969 získal za svůj přínos hudbě Řád britského impéria.